# Parañaque
Parañaque es una de las ciudades que componen el Gran Manila, en Filipinas. Limita con Pásay al norte, Taguig al noreste, Muntinlupa al sureste, Las Piñas al suroeste y la bahía de Manila al oeste. Parañaque tiene 552 600 habitantes, según el censo de 2007.

## Historia
Parañaque fue fundada en 1572 por misioneros agustinos españoles. Su nombre anterior era Palanyang. Debido a su cercanía con el mar desde muy pronto fue un punto de interés por su contacto con comerciantes de otros orígenes, como chinos, malayos, etc.
En 1762 la localidad fue atacada por los británicos, si bien estos fueron expulsados por los filipinos, que se mantuvieron leales al gobierno de España.

## Monumentos
El edificio histórico principal de la localidad es la Catedral de San Andrés, una de las primeras iglesias de Filipinas y construida en 1580 por los propios agustinos. En ella se guarda la virgen de Nuestra Señora del Buen Deseo, patrona de la comunidad,

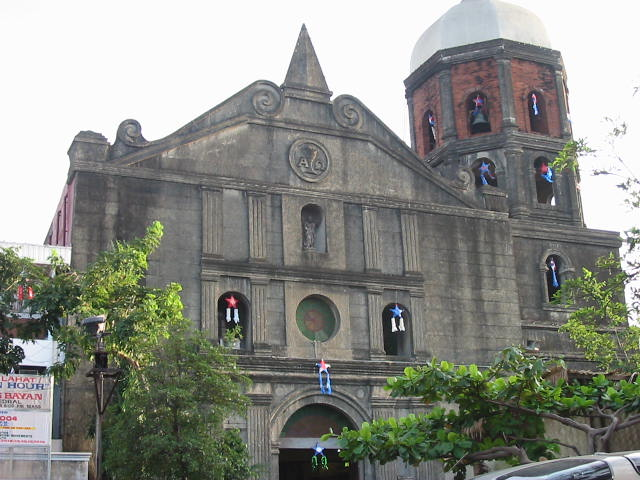
Iglesia-Catedral de San Andrés en Parañaque (Manila).

## Personajes célebres
- Manuel Bernabé (1890-1960), escritor filipino en español.
- Bianca Manalo (1987), actriz y Reina de belleza